# Monastero di Nartang

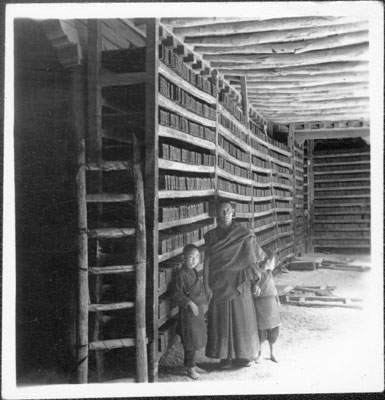
Blocchi in legno per la stampa xilografica del Canone buddista tibetano predisposti nel XVIII secolo nel monastero di Nartang, in una foto del 1948. Questo tesoro culturale tibetano è andato distrutto negli anni '60 del XX secolo durante la Rivoluzione culturale. Delle originali 112.000 unità ne rimangono soltanto 8000.

Il monastero di Nartang (traduzione del tibetano སྣར་ཐང་དགོན་པ, snar thang dgon pa: dove dgon pa, ovvero དགོན་པ, indica il termine "monastero", mentre སྣར་ཐང་, ovvero snar thang, ne indica il nome, questo reso anche come Narthang) è un monastero buddista tibetano collocato a 7 km a est della cittadina di Qumig e a 15 km a ovest dalla città di Shigatse (Gzhis ka rtse), nella regione di Samzhubzê, Tibet meridionale.
Questo monastero buddista, fondato nel 1153 e originariamente afferente alla tradizione del bKa'-gdams (བཀའ་གདམས་), è noto per essere stato il luogo della prima edizione del Canone buddista tibetano avvenuta nei primi 25 anni del XIV secolo.
Il nome deriverebbe dal fatto che quando Atiśa passò di lì venendo da Guge, vide in lontananza una roccia che sembrava una proboscide (nar) levarsi dalla piana (tang).
Buona parte dei tesori culturali del monastero andarono distrutti negli anni sessanta del XX secolo, durante la Rivoluzione culturale  decisa dal Partito Comunista Cinese.
(Alexandra David-Néel, Mistici e maghi del Tibet, p. 76)
(Giuseppe Tucci, Il paese delle donne dai molti mariti, p. 60)